# Sematophyllum punctuliferum
Sematophyllum punctuliferum là một loài rêu trong họ Sematophyllaceae. Loài này được Thwaites & Mitt. mô tả khoa học đầu tiên năm 1873.